# Rahnisdorf

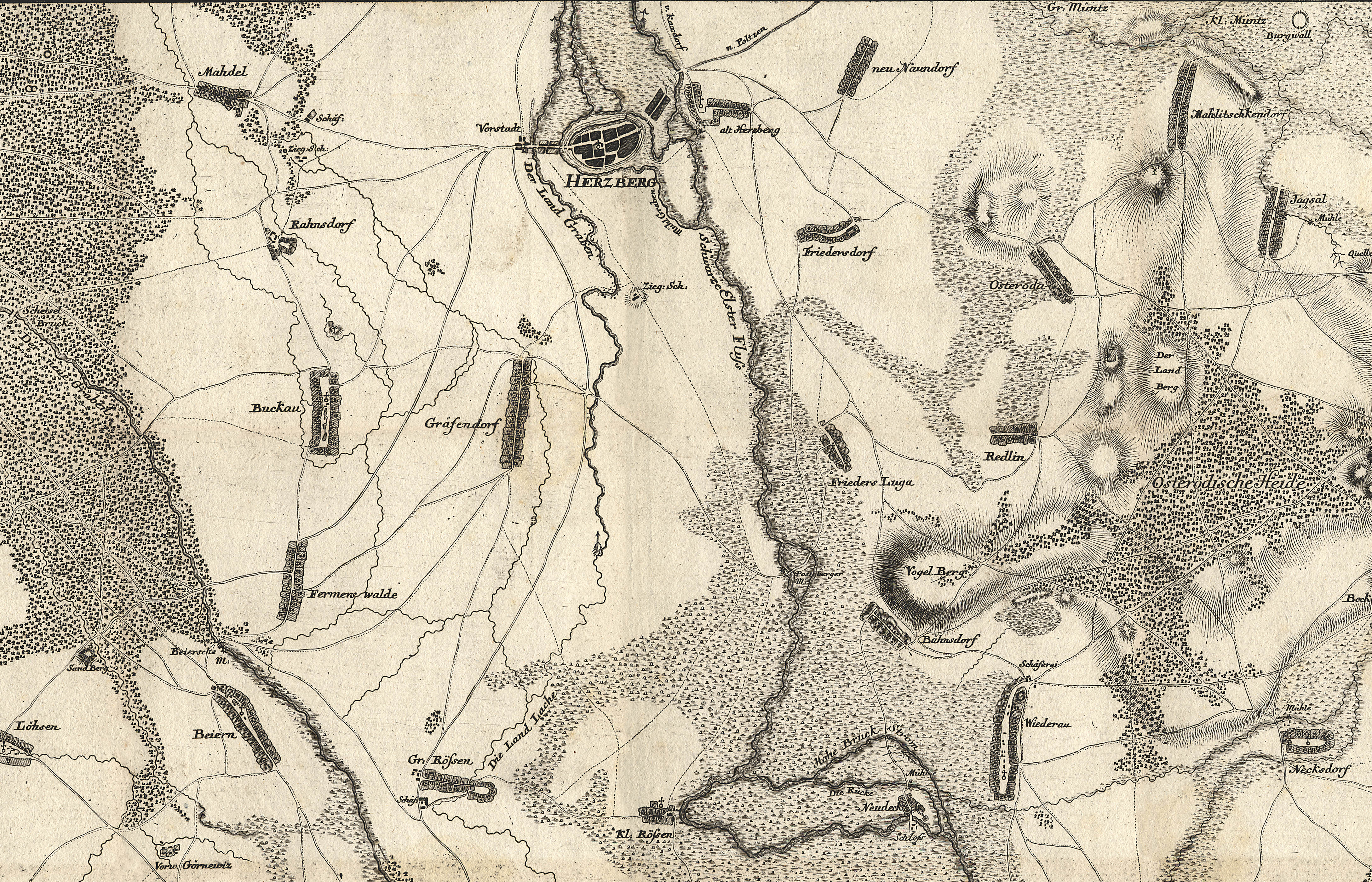
Rahnisdorf in einer Cabinetskarte um 1762 von Isaak Jacob von Petri

Rahnisdorf ist ein Ortsteil der amtsfreien Stadt Herzberg (Elster) im Landkreis Elbe-Elster in Brandenburg.

## Geschichte

### Ersterwähnung und Ortsnamendeutung
Rahnisdorf wurde erstmals urkundlich 1380 als Rademerstorff erwähnt. Spätere Schreibweisen des Ortes waren 1429 Rademsdorff, 1448 Radompstorff, 1451 Radenstorff, 1485 Rademanßtorff, 1531 Raenstorff, 1550 Ranßdorff, 1555 Ransdorff und 1753 Rahnsdorff. Der Ortsname ist ein slawisch-deutscher Mischname der aus dem altsorbischen Personennamen Radoměr, und dem deutschen -dorf besteht.

### Ortsgeschichte
1550 lebten in Rahnisdorf sieben besessene Mann, darunter ein Lehnrichter, vier Anspanner und zwei Gärtner, die unmittelbar dem Amt Lochau unterstanden. Die Ortsflur grenzte mit der Annaburger Heide und den Dörfern Buckau und Mahdel. Rahnisdorf war bereits im 16. Jahrhundert nach Buckau eingepfarrt.
Auf Bitten des Oberforst- und Wildmeisters Johann Günther aus Annaburg übergab ihm Kurfürst Johann Georg II. von Sachsen am 17. August 1680 wiederkäuflich die dem Amt Annaburg gehörigen Dörfer Rahnisdorf und Buckau mit allem Zubehör für 1500 Taler. Bereits 1679 waren die Verhandlungen zu dieser Übergabe abgeschlossen. Damals war dem in Rahnisdorf befindlichen Rittergut die Schriftsässigkeit übertragen worden, die 1695 erneuert wurde. Auf Gesuch des neuen Besitzers des Ritterguts Rahnisdorf, Christoph Heinrich von Minckwitz, verlieh Kurfürst Friedrich August II. von Sachsen am 21. Oktober 1734 dem Rahnisdorfer Rittergut die Rechte eines altschriftsässigen Rittergutes. Es folgten verschiedene adelige und bürgerliche Gutsbesitzer.
1820 erwarb die Familie von Palombini Gut Rahnisdorf und das in der Nähe befindliche Schloss Grochwitz, vertreten durch Joseph Friedrich von Palombini. Seine Nachfahre, der Jurist und Landrat des alten Kreises Schweinitz, Camillo Freiherr von Palombini (1862–1918). Sein Sohn Baron Kraft von Palombini (1899–1976) als letzter Vertreter der Familie stand nachweislich im Kontakt mit dem Widerstand des NS-Regimes, hatte aber auch Schwierigkeiten Rahnisdorf und Grochwitz zu halten. Anfang der 1920er Jahre betrug die Gutsgröße 300 ha.
Rahnisdorf war Sitz eines 1849 aufgelösten Patrimonialgerichts, zu dem auch Buckau gehörte. Seit 1928 waren der Ort Rahnisdorf und das Rittergut eine zusammengehörende Gesamtgemeinde. Bis 1950 blieb die Zugehörigkeit zum Landkreis Scheinitz.

### Verwaltungszugehörigkeit
Rahnisdorf gehörte bis 1806 zum kurfürstlichen, dann zum königlich sächsischen Amt Annaburg und wurde 1816 Teil des Landkreises Schweinitz. Ab 1952 gehörte der Ort zum Kreis Herzberg, welcher dann 1993 im Landkreis Elbe-Elster aufging.